# Alaseja-Plateau
Das Alaseja-Plateau (russisch Алазейское плоскогорье, Alaseiskoje ploskogorje) ist eine bis 954 m hohe Hochebene jeweils im Nordosten der russischen Republik Sacha (Jakutien) und Sibiriens.

## Geographische Lage
Das Alaseja-Plateau erstreckt sich nördlich des nördlichen Polarkreises über etwa 300 km zwischen dem im Westen liegenden Jana-Indigirka-Tiefland mit den Flüssen Indigirka und Badjaricha, der Oschogina im Süden, und dem im Nordosten gelegenen Kolyma-Tiefland mit den Flüssen Kolyma und der für das Plateau namensgebenden Alaseja. Über das flachwellige Plateau mit im Mittel 350 m Höhe erheben sich einzelne tafelbergartige Bergmassive und Kämme mit Höhen zwischen 400 und maximal 954 m.

## Geologie
Die Basis des Alaseja-Plateaus bilden proterozoische Gneise, die von devonischen vulkanisch-sedimentären Ablagerungen sowie Juratuffen bedeckt sind, die ihrerseits von Graniten durchbrochen werden.

## Flora
Bis zu einer 450 m Höhe erstrecken sich lichte, versumpfte Lärchen-, Zwergbirken- (Betula exilis) und Flechtenwälder auf Permafrostböden mit borealem Nadelwald (Taiga). In den Flusstälern sind Auwälder mit Pappeln und Weiden (Chosenia arbutifolia) verbreitet. Eine Höhe von 600 m erreicht lichtes Krummholz aus Sibirischer Zirbelkiefer (Pinus sibirica), während die höheren Lagen von Bergtundra eingenommen werden.